# 东通化街道
东通化街道，是中华人民共和国吉林省通化市二道江区下辖的一个乡镇级行政单位。

## 行政区划
东通化街道下辖以下地区：
长胜社区、迎宾社区、益民社区、绿园社区、阳光社区、永安社区、学苑社区和龙山社区。